# LMFA Femenina 2012
La LMFA Femenina 2022 è stata la 1ª edizione del campionato di football a 7 femminile, organizzato dalla FMFA.

## Squadre partecipanti
| Club                   | Città               | Stadio | Sponsor ufficiale | Risultato nella stagione 2021 |
| ---------------------- | ------------------- | ------ | ----------------- | ----------------------------- |
| Las Rozas Black Demons | Las Rozas de Madrid |        |                   |                               |
| Camioneros de Coslada  | Coslada             |        |                   |                               |

## Stagione regolare

### Calendario

#### 1ª giornata
| Coslada 22 aprile 2022, ore 12:00 | Camioneros de Coslada | 6 – 19 | Las Rozas Black Demons |  |

### Classifica
La classifica della regular season è la seguente:
- PCT = percentuale di vittorie, G = partite giocate, V = partite vinte,  P = partite perse, PF = punti fatti, PS = punti subiti

| Pos. | Squadra                | PCT   | G | V | N | P | PF | PS |
| ---- | ---------------------- | ----- | - | - | - | - | -- | -- |
| 1    | Las Rozas Black Demons | 1.000 | 1 | 1 | 0 | 0 | 19 | 6  |
| 2    | Camioneros de Coslada  | .000  | 1 | 0 | 0 | 1 | 6  | 19 |

## Verdetti
- Las Rozas Black Demons Campionesse della LMFA Femenina